# Норт-Чеві-Чейз (Меріленд)
Норт-Чеві-Чейз (англ. North Chevy Chase) — селище (англ. village) в США, в окрузі Монтгомері штату Меріленд. Населення — 682 особи (2020).

## Географія
Норт-Чеві-Чейз розташований за координатами 39°0′8″ пн. ш. 77°4′28″ зх. д. / 39.00222° пн. ш. 77.07444° зх. д. (39.002192, -77.074323).  За даними Бюро перепису населення США в 2010 році селище мало площу 0,29 км², уся площа — суходіл.

## Демографія
Згідно з переписом 2010 року, у селищі мешкало 519 осіб у 189 домогосподарствах у складі 144 родин. Густота населення становила 1797 осіб/км².  Було 195 помешкань (675/км²).
Расовий склад населення:
| - 83,8 % — білих - 7,7 % — чорних або афроамериканців - 5,4 % — азіатів |

До двох чи більше рас належало 2,3 %. Частка іспаномовних становила 4,6 % від усіх жителів.
За віковим діапазоном населення розподілялося таким чином: 27,0 % — особи молодші 18 років, 58,5 % — особи у віці 18—64 років, 14,5 % — особи у віці 65 років та старші. Медіана віку мешканця становила 45,2 року. На 100 осіб жіночої статі у селищі припадало 85,4 чоловіків;  на 100 жінок у віці від 18 років та старших — 84,0 чоловіків також старших 18 років.
Середній дохід на одне домашнє господарство  становив 248 681 долар США (медіана — 178 750), а середній дохід на одну сім'ю — 287 299 доларів (медіана — 220 278). Медіана доходів становила 155 750 доларів для чоловіків та 91 875 доларів для жінок. За межею бідності перебувало 1,0 % осіб, у тому числі 0,0 % дітей у віці до 18 років та 2,0 % осіб у віці 65 років та старших.
Цивільне працевлаштоване населення становило 257 осіб. Основні галузі зайнятості: науковці, спеціалісти, менеджери — 26,1 %, освіта, охорона здоров'я та соціальна допомога — 20,2 %, публічна адміністрація — 18,3 %.